# Спорт в Республике Сербской
Спорт в Республике Сербской управляется Министерством по делам семьи, молодёжи и спорта Республики Сербской и организуется деятельностью множества спортивных союзов. Действующим министром по делам семьи, молодёжи и спорта является Нада Тешанович. Самыми популярными вида спорта в Республике Сербской являются футбол, баскетбол, волейбол, гандбол, теннис и другие.

## Спортивные союзы
В Республике Сербской зарегистрировано около 800 различных спортивных клубов, из них 450 имеют право участвовать в крупнейших спортивных соревнованиях. Спорт организован в 35 спортивных союзах, в том числе в 4 спортивных союзах спортсменов-паралимпийцев.
- Легкоатлетический союз Республики Сербской
- Союз велоспорта Республики Сербской
- Союз бодибилдинга Республики Сербской
- Боксёрский союз Республики Сербской
- Союз воздухоплавания Республики Сербской
- Гимнастический союз Республики Сербской
- Союз гребли на байдарках и каноэ Республики Сербской
- Союз карате Республики Сербской
- Кинологический союз Республики Сербской
- Баскетбольный союз Республики Сербской
- Союз боулинга Республики Сербской
- Охотничий союз Республики Сербской
- Волейбольный союз Республики Сербской
- Альпинистский союз Республики Сербской
- Союз плавания Республики Сербской
- Регби в Республике Сербской (Национальная управляющая организация пока не основана)
- Союз реального айкидо Республики Сербской
- Гандбольный союз Республики Сербской
- Союз лыжного спорта Республики Сербской
- Союз автомотоспорта Республики Сербской
- Союз спортивных танцев Республики Сербской
- Союз спортивной рыбалки Республики Сербской
- Союз настольного тенниса Республики Сербской
- Стрелковый союз Республики Сербской
- Союз тхэквондо Республики Сербской
- Ассоциация тхэквондо Республики Сербской
- Теннисный союз Республики Сербской
- Союз фитнеса Республики Сербской
- Футбольный союз Республики Сербской
- Союз дзюдо Республики Сербской
- Шахматный союз Республики Сербской
- Союз джиу-джитсу Республики Сербской
- Союз водного поло Республики Сербской

### Паралимпийские спортивные союзы
- Союз спорта и реабилитации инвалидов Республики Сербской
- Союз волейбола сидя для инвалидов Республики Сербской
- Стрелковый союз инвалидов Республики Сербской
- Союз баскетбола в колясках Республики Сербской

## Виды спорта

### Футбол
Управление футболом в Республике осуществляет Футбольный союз Республики Сербской. Проводятся с 1993 года чемпионат (Первая лига) и кубок страны. В связи с политическими обстоятельствами национальная сборная не признаётся ФИФА и УЕФА, поэтому не имеет право выступать на международных турнирах и не созывается. С 1999 по 2001 годы команда сыграла ряд товарищеских встреч.
Тем не менее, уроженцы Республики Сербской, которые выступают за сборную Сербии и завоёвывают награды или титулы чемпионов Олимпийских игр, побеждают на чемпионатах Европы и мира, по традиции удостаиваются торжественной встречи перед зданием Народной скупщины в Белграде. Из уроженцев Республики Сербской этих удостаивались такие футболисты, как Саво Милошевич, Невен Суботич, Марин, Марко (футболист)Марко Марин, Здравко Кузманович, Веролюб Салатич, Огнен Короман и другие.
В чемпионате Республики Сербской играют 14 команд. Лучшей по числу титулов является команда «Борац» из города Баня-Лука. В 1991 году футболисты этого клуба даже заняли 4-е место в чемпионате Югославии, а через год выиграли Кубок Митропы. Самым известным тренером в стране является Люпко Петрович, который побеждал в чемпионате Югославии с командой «Воеводина», а также выигрывал Кубок европейских чемпионов в 1991 году с клубом «Црвена Звезда». Он тренировал также уругвайскую команду «Пеньяроль», греческие ПАОК и «Олимпиакос» и многие другие.

#### 2008
Сборная Республики Сербской пыталась 18 ноября 2008 года провести в Баня-Луке игру с молодёжной сборной Сербии, но ФИФА запретила проводить такой матч. Сербия же сама также отказалась от планов проведения такой игры, чтобы не попасть под санкции ФИФА. Ожидалось, что сборную Республики Сербской возглавит Борче Средоевич, а сборной Сербии будут руководить Огнен Короман и Саво Милошевич. Поводом для окончательного отказа молодёжной сборной Сербии от матча стало желание сосредоточиться на подготовке к чемпионату Европы в Швеции, о чём сказал тренер сборной Республики Сербской Слободан Крчмаревич. Генеральный секретарь Футбольного союза Республики Сербской Родолюб Петкович возмутился запретом ФИФА, обвинив организацию в двойных стандартах, которых она придерживается, позволяя проводить матчи сборной Каталонии.

#### 2010
На товарищеских турнирах выступает молодёжная сборная Республики Сербской по футболу. В 2010 году она выиграла VIII международный турнир «Трофей Белграда», в котором участвовали команды Сербии, Австрии, Словакии, Словении и Румынии. Команда РС победила хозяев турнира по пенальти 4:3 при счёте 0:0 в основное время.

### Карате
Организацией карате занимается Союз карате Республики Сербской.

## Ведущие спортсмены
Спортсмены Республики Сербской выступали за олимпийские команды Союзной Республики Югославия и Боснии и Герцеговины, они сейчас могут представлять Боснию и Герцеговину, а также Сербию. С 1992 года ежегодно в Республике Сербской определяется лучший спортсмен года: с первого года присуждения регулярно называются 10 номинантов на этот титул.

### Знаменитые спортсмены
- Боинович, Младен
- Бошкович, Тияна
- Враньеш, Огнен
- Гачинович, Мият
- Джерич, Радое
- Джурич, Александар
- Каришик, Таня
- Кимани, Люсия
- Кузмич, Огнен
- Маркович, Добривойе
- Милошевич, Саво
- Михайлович, Бранкица
- Мисимович, Звездан
- Новакович, Жана
- Прерад, Зоран
- Радманович, Владимир
- Старович, Саша
- Чаджо, Саша

## Турниры

### Ежегодные
- Международный гандбольный турнир чемпионов Добоя
- Плавательный турнир в Баня-Луке
- Лето на Врбасе
- Велосипедная гонка Баня-Лука — Белград
- Невесиньская олимпиада
- Видовданская гонка в Брчко
- Дринский слалом (Дринская регата в общине Братунац)
- Лыжный кубок «Яхорина»
- Теннисный челлендж ATP
- Петровданский кубок парашютного спорта
- Гандбольный турнир 8 марта на призы клуба «Борац»
- Турнир по мини-футболу в Баня-Луке «Борик»
- Международный турнир по футболу среди молодёжи в Фоче

### Разовые
- Финал баскетбольного турнира Аба (Лакташи, 2013)
- Чемпионат мира по гандболу среди юниоров (Баня-Лука, 2013)
- Чемпионат мира по боулингу (Баня-Лука, 2008)
- Чемпионат Европы по волейболу среди юниоров (Лакташи, 2012)
- Чемпионат мира по рафтингу (Баня-Лука, 2009)
- Матч по теннису Новак Джокович — Виктор Троицки в Баня-Луке
- Матч по теннису Ненад Зимонич — Янко Типсаревич в Баня-Луке
- Чемпионат Европы по гребле на байдарках и каноэ среди молодёжи до 23 лет (Баня-Лука и Врбас, 2011)